# Martin Bader

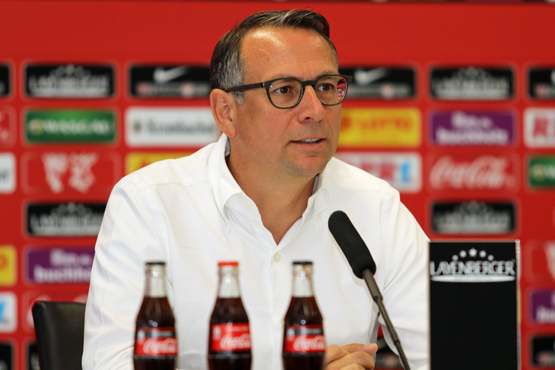
Martin Bader (2019)

Martin Bader (* 14. Februar 1968 in Hechingen) ist ein deutscher Sportmanager. Von 2002 bis 2021 war er bei verschiedenen Fußballvereinen in leitender Funktion tätig. Seit Juni 2022 ist er Direktor Sport der Zeitfracht-Gruppe.

## Leben
Nach dem Abitur verpflichtete Bader sich für zwei Jahre bei der Bundeswehr und absolvierte dort die Ausbildung zum Reserveoffizier. Anschließend belegte er an der Universität Bayreuth ein Studium der Sportökonomie, das er mit dem Diplom abschloss. Das Thema seiner Diplomarbeit aus dem Jahr 1995 lautet „Die DFB-Gerichtsbarkeit – dargestellt am Lizenzierungsverfahren für Lizenzvereine im Fußball am Beispiel von Hertha BSC“. 1994 bis 1998 war er in verschiedenen Positionen bei der UFA (heute Lagardère Sports) tätig. 1998 wechselte er als Assistent der sportlichen Leitung zu Hertha BSC. 2002 stieg er zum verantwortlichen Leiter der Fußballabteilung auf.

### 1. FC Nürnberg
Am 12. November 2003 unterschrieb Bader einen Vertrag beim 1. FC Nürnberg. Ab dem 1. Januar 2004 war er dort Sportdirektor und hauptamtlicher Vizepräsident. Ab Juli 2010 assistierte ihm außerdem Christian Möckel als Chef-Scout. Von Oktober 2010 bis September 2015 war er einer der beiden Vereinsvorstände und verantwortete die Bereiche Sport und Öffentlichkeitsarbeit.  Während Baders Amtszeit gewann der Verein 2007 den DFB-Pokal.

### Hannover 96
Am 1. Oktober 2015 wurde Martin Bader vom Vereinspräsidenten und bisher alleinigen Geschäftsführer von Hannover 96, Martin Kind, zum Geschäftsführer des Ressorts Sport berufen. Damit wurde er indirekt Nachfolger des Sportdirektors Dirk Dufner, wobei ihm zusätzlich Christian Möckel als neuer Sportlicher Leiter folgte. Im März 2017 stellte Hannover 96 ihn und Möckel von ihren arbeitsrechtlichen Verpflichtungen frei.

### 1. FC Kaiserslautern
Ende Januar 2018 wurde Bader Sportvorstand des abstiegsbedrohten Zweitligisten 1. FC Kaiserslautern. Am Ende der Saison 2017/18 stieg der Verein in die 3. Liga ab. Vor der Saison 2018/19 wurde die Lizenzspielerabteilung aus dem eingetragenen Verein in eine GmbH & Co. KGaA ausgegliedert, in der Bader die Position des Sport-Geschäftsführers übernahm.
Sein zum 31. Dezember 2019 auslaufender Vertrag bei den Pfälzern wurde nicht verlängert, weshalb er den Verein zum Jahresende verließ. Bereits am 3. Dezember wurde er, gemeinsam mit dem kaufmännischen Geschäftsführer Michael Klatt durch Soeren Oliver Voigt ersetzt.

### Alemannia Aachen
Am 1. März 2021 übernahm Martin Bader die Geschäftsführung und sportliche Leitung bei Alemannia Aachen, wo er nach nur neuneinhalb Monaten am 15. Dezember wieder entlassen wurde. Genauere Gründe zur Entlassung nannte der Verein nicht.

### Zeitfracht-Gruppe
Im Juni 2022 trat Bader eine neue Position als Direktor Sport der Zeitfracht-Gruppe an. Die Zeitfracht-Gruppe ist unter anderem an der Frankfurt Galaxy in der European League of Football beteiligt. Bader berät die Geschäftsführung der Galaxy.